# 욱구려곡률
욱구려곡률(郁久閭斛律, ? ~ 414년)은 유연의 제2대 카간이다. 칸호는 애고개가한(藹苦蓋可汗)이다. 욱구려온흘제의 아들이다.

## 생애
391년, 유연부(柔然部)가 북위에게 격파당하자 욱구려곡률은 형제 욱구려힐귀지, 욱구려사륜, 욱구려갈다한과 함께 포로로 잡혔고, 이후 욱구려온흘제가 북위에 항복하자 북위 도무제는 이들 부자를 운중(雲中)으로 옮겨 살게 하였다.
394년, 욱구려갈다한이 부친을 버리고 서쪽으로 달아났으나 북위의 장손비에게 살해당했고, 욱구려곡률과 욱구려사륜은 수백 명을 데리고 백부인 욱구려필후발에게 달아났다. 이후 욱구려곡률과 욱구려사륜은 욱구려필후발을 기습해 죽였고, 욱구려곡률은 욱구려사륜을 보좌해 유연을 세웠다.
410년 5월, 욱구려사륜이 죽자 욱구려곡률이 카간을 칭하였다. 북연의 낙랑공주(樂浪公主)를 아내로 삼았다.
414년 5월, 욱구려곡률은 자신의 딸을 북연에 시집보내려고 하였다. 조카인 욱구려보록진이 반란을 일으켜 멀리 시집가야 하는 사람은 수려(樹黎)의 딸이라고 거짓말을 하였고, 수려와 욱구려보록진은 욱구려곡률을 납치하여 북연으로 보냈다. 욱구려곡률은 북연의 왕 풍발에게 원군을 요청하였고, 유연으로 돌아가던 중 북연의 사병들이 유연으로가는 길이 수천 리나 되어 너무 먼 것을 싫어하여 욱구려곡률을 죽였다.